# 35. lička divizija NOVJ-a
35. lička udarna divizija NOVJ-a formirana je 30. siječnjaa 1944. godine naredbom Glavnog štaba NOV i PO Hrvatske. Pri formiranju, u njezin sastav su ušle Prva i Druga brigada Operativnog štaba za Liku. U njezinom sastavu nalazili su se još i Lički partizanski odred, bataljun „Plavi Jadran“ i Artiljerijski divizion.
Pri formiranju je imala 2662 borca. Bila je u sastavu Jedanaestog hrvatskog korpusa NOVJ-a.

## Borbeni put 35. ličke divizije
U veljači i ožujku 1944. divizija je izvodila manje napade na području Otočca i uspješno odbijala česte napade postrojbi 4. ustaškog zdruga na slobodni teritorij Like. Oštre borbe protiv ustaša i Nijemaca vodila je kod Ramljana, Široke Kule i Gostovače, noću 30./31. ožujka u selima oko Otočca. Dijelovi divizije su 22. travnja odbili napad dijelova 846. puka njemačke 392. legionarske divizije i 19. ustaške bojne kod Babinog Potoka, od 26. travnja do 2. svibnja vodili žestoke borbe na prostoru Crna Vlast, Vrhovine i Zalužnica, 5. svibnja razbili 35. ustašku bojnu i oslobodili Ramljane te time ponovno ugrozili prometovanje neprijatelja na komunikaciji Otočac–Gospić. Stožer njemačkog 15. brdskog armijskog korpusa je radi toga sa devet bataljuna njemačke 392. i 373. legionarske divizije, 4. ustaškim zdrugom, 1. pukom „Brandenburg“, 92. motoriziranim pukom i Medačkim četničkim odredom 7. svibnja  započeo operaciju „Morgenstern“, da bi uništio 35. diviziju i dijelove Osme kordunaške divizije te zauzeo slobodni teritorij Like. Koncentričnim napadom iz Gospića, Perušića, Vrhovina, Bihaća, Lapca i ostalih mjesta prema Krbavskom polju, neprijatelj je privremeno ovladao slobodnim teritorijem Like i opustošio ju. Postrojbe 35. i 8. divizije izbjegle su presudne sukobe i 20. svibnja ponovno zauzele Krbavsko polje i Korenicu. U tim je borbama oko 200 ranjenika i preko 12000 civila spašeno prebacivanjem na Velebit. Divizija je u lipnju vodila borbe protiv dijelova njemačke 392. legionarske divizije i 4. ustaškog zdruga, koji su iz Vrhovina, Perušića, Gospića i Gračaca upadali na slobodni teritorij.
U međuvremenu, 15. lipnja 1944. godine izvršena je reorganizacija divizije. Njezina 2. brigada je rasformirana, a u sastav divizije ušle su 3. brigada 13. divizije i 3. brigada 19. divizije, kao njezine Druga odnosno Treća brigada. Bataljun „Plavi Jadran“ izašao je iz 35. divizije. Divizija je tada imala 3438 boraca.
Postrojbe divizije zauzele su 4. srpnja Ličko Petrovo Selo, 9. srpnja uz podršku savezničkog zrakoplovstva napale 4. ustaški zdrug i dijelove 3. domobranskog posadnog zdruga, zauzele Ribnik, Budak, Široku Kulu i Perušić, i odbacile neprijatelja zapadno od komunikacije Otočac–Gospić. Dana 10. srpnja tri bataljuna njemačke 392. legionarske divizije i pet bataljuna 4. ustaškog zdruga izvršili su protunapad i do 14. srpnja potisnuli 35. diviziju na sjeverozapadni rub Krbavskog polja, ali su istog dana postrojbe 35. divizije snažnim naletom prisilile neprijatelja na povlačenje u polazne garnizone. U nastavku operacija na komunikaciji Bihać–Vrhovine, divizija je 17. srpnja oslobodila Prijeboj i ponovno povezala slobodne teritorije Like i Korduna. Divizija je 7. kolovoza iz zasjede na cesti Donji Lapac–Dobroselo uništila njemačku kolonu od 26 kamiona s materijalom. Oko 6000 neprijateljskih vojnika (Nijemci, ustaše i četnici) započeli su 8. kolovoza napad na 35. diviziju i dijelove 8. divizije na Krbavskom polju. Vodeći teške borbe, neprijateljske snage prošle su kroz cijelu slobodni teritorij Like.
Od 5. do 7. rujna, postrojbe 35. divizije vodile su teške borbe una području Bihaća i Ljubova, 6. rujna razbile su jednu satniju 19. ustaške bojne i 40 pripadnika ustaškog oružništva u Dabru, 7. rujna oslobodile Škare i Glavace kod Otočca, 15. rujna Kosinj, 21. rujna Široku Kulu, Janjče, Lički Osik i Perušić, koje je zbog protivnapada jačih ustaških snaga divizija napustila i povukla se prema Krbavskom polju. Njezine postrojbe su 4. listopada ponovno oslobodile Široku Kulu, 7. listopada napale ustašku i njemačku posadu u Vrhovinama, 14. listopada kod Široke Kule razbile dijelove 31. i 34. ustaške bojne, ali su protunapadom oko 800 ustaša iz 1. ustaške bojne 4. ustaškog zdruga odbačene. Dana 15. studenog postrojbe 35. divizije oslobodile su Lovinac, 19. prosinca zajedno sa dijelovima 13. divizije NOVJ-a su kod Gračaca uništile njemački združeni odred jačine od oko 1400 vojnika, oslobodile mjesto i nanijele neprijatelju gubitke od 260 poginulih, 45 ranjenih i 826 zarobljenih. Zaplijenjena je i velika količina vojne opreme. Za taj je uspjeh 35. diviziju je pohvalio 14. prosinca 1944. Vrhovnog komandant NOV i POJ, Josip Broz Tito. Naredbom Glavnog štaba NOV i PO Hrvatske 20. prosinca 1944. divizija je proglašena udarnom.
Postrojbe 35. divizije su 6. siječnja 1945. vodile borbu kod Plitvičkog Ljeskovca, od 11. do 18. veljače zajedno sa 13. i 8. divizijom NOVJ-a odbijale napade jakih njemačkih i ustaško-domobranskih snaga kod Ličkog Petrovog Sela, Drežnik-Grada i Ličke Jesenice. Zajedno sa postrojbama 8. divizije 16. ožujka poslije trodnevnih borbi oslobodile su Selište, Čatrnju i Smoljanac (kod Drežnik-Grada), odbacile njemačke snage u pravcu Ličkog Petrovog Sela i nanijele im gubitke od 87 poginulih, 125 ranjenih i 43 zarobljena. Od 20. do 28. ožujka 35. divizija sudjelovala je u borbama za oslobođenje Bihaća.
Neposredno poslije toga, rasformirana je 2. travnja 1945. godine. Njezina Prva brigada preimenovana je u Prvu samostalnu ličku brigadu, a borcima 2. i 3. udarne brigade popunjene su postrojbe 13. primorsko-goranske divizije i 11. korpusa JA.

## Vanjske poveznice
- 35. lička divizija - Vojska.net
- Petar Kleut. Trideset peta lička divizija. 1970. godina.